# San Benedetto Val di Sambro
San Benedetto Val di Sambro és un municipi situat al territori de la Ciutat metropolitana de Bolonya, a la regió de l'Emília-Romanya (Itàlia).
San Benedetto Val di Sambro limita amb els municipis de Castiglione dei Pepoli, Firenzuola, Grizzana Morandi, Monghidoro i Monzuno.

## Galeria

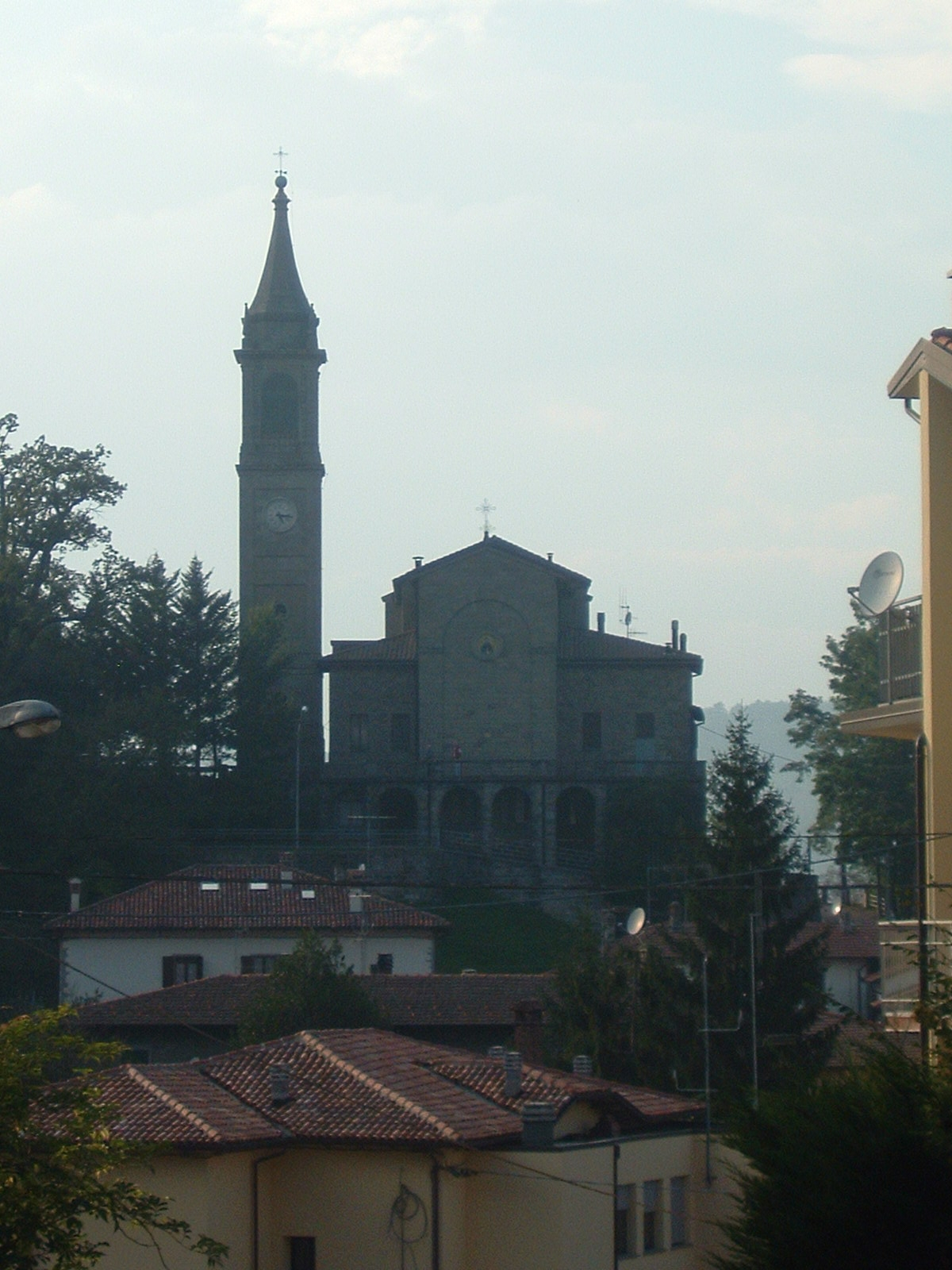
Església de Pian del Voglio
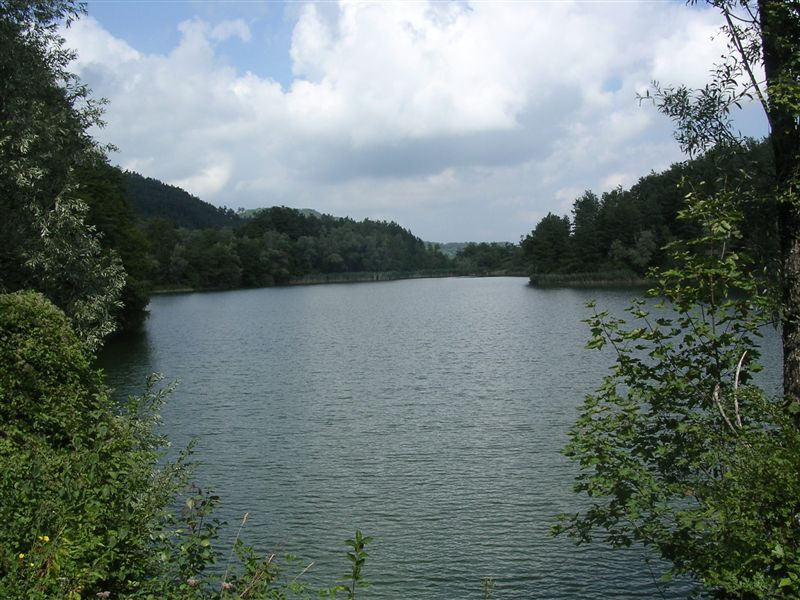
Llac i castell dell'Alpi
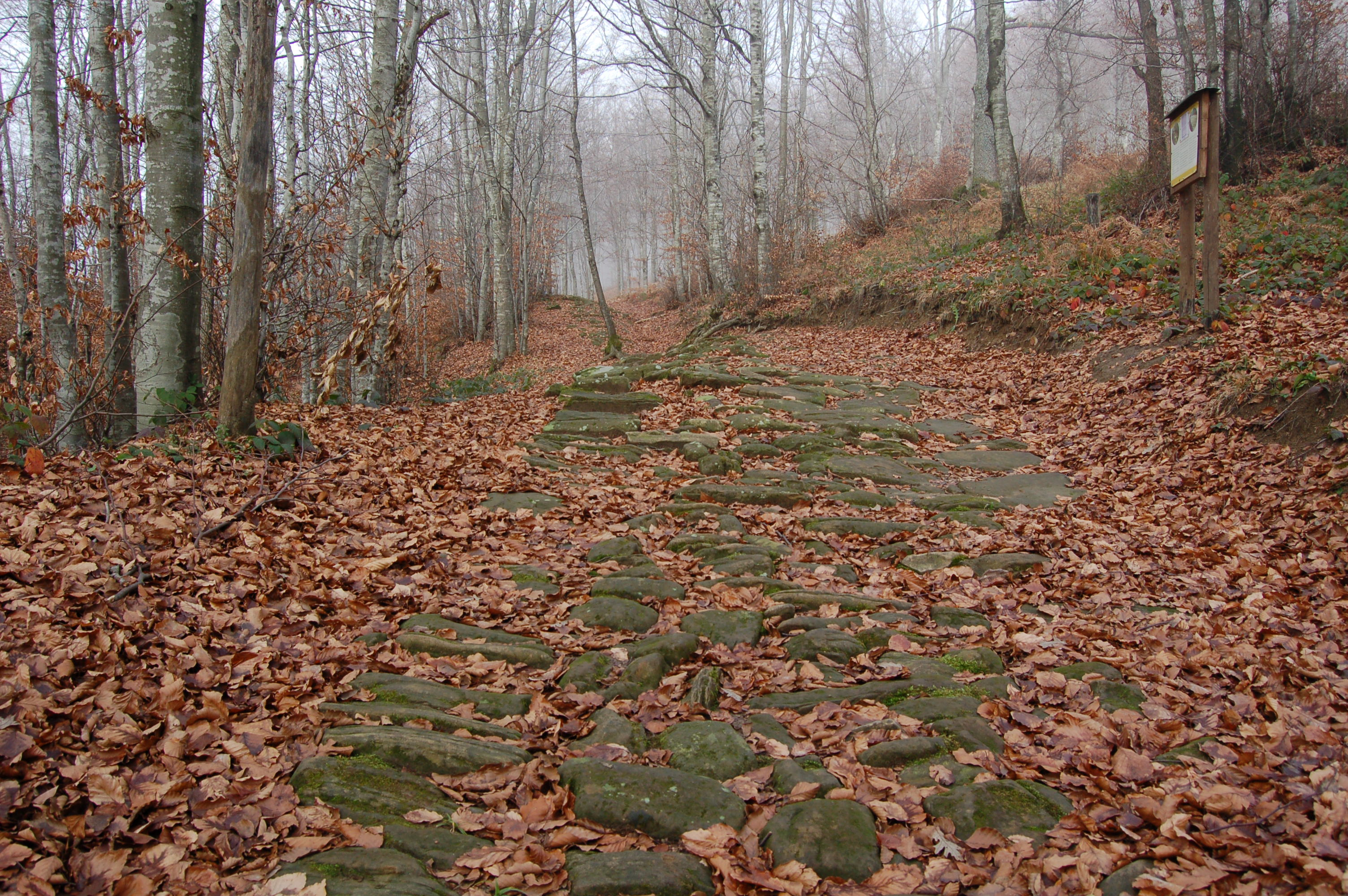
Restes de la Via degli Dei (possiblement la via Flamínia minor)